# Янг, Дэвид
Дэвид Аллан Янг (англ. David Allan Young, Jr.; 26 мая 1915, Пенсильвания — 8 июня 1991, Луисвилл) — американский энтомолог, профессор, академик Вашингтонской академии наук. Крупный специалист по цикадкам, создавший 3-томную монографию по подсемейству Cicadellinae (Homoptera, Cicadellidae) и описавший более 1000 новых для науки видов и родов этих мелких прыгающих насекомых.

## Биография
Родился 27 августа 1915 года в г. Уилкинсберг в штате Пенсильвания. Его родителями были David Allan Young (1880—1959) и Mabel Claire Johnston Young (1883—1969). Супруга Irene Marie Rouhier Young (1914—1991), сестра Vera C. Clark, дочь Roberta M. Zimmerer (у которой он жил в последние годы своей жизни); 4 внука и 4 правнука.
Биологическое образование получил в Луисвиллском университете (Кентукки, США), где в 1939 году защитил степень бакалавра. В 1942—1945 годах служил в американской армии (с 1945 — лейтенант). В 1950—1957 годах работал по таксономии насекомых в Национальном музее естественной истории (Вашингтон) и в Министерстве сельского хозяйства США. С 1957 года работал в Университете штата Северная Каролина.
Умер от аневризмы 8 июня 1991 года в г. Луисвилл (штат Кентукки, США).

## Память и признание
На 8-м международном конгрессе по исследованию Auchenorrhyncha (8th International Auchenorrhyncha Congress in Delphi, который проходил в августе 1993 года в Греции) в память о научных заслугах Д. Янга был организован специальный мемориальный симпозиум «The D.A. Young Memorial Symposium „Characters for the Higher Classification of Cicadellidae“», где он был назван одним из крупнейших исследователей равнокрылых насекомых в истории («greatest homopterists in the history of entomology». В его честь назван вид Neolaccogrypota youngi. В 1976 году получил награду «North Carolina Entomological Society’s Award for Outstanding Contribution to Entomology».
- Член Washington Academy of Science Архивная копия от 27 июля 2013 на Wayback Machine[1].
- Член Entomological Society of America[1].
- Член Entomological Society of Washington
- Член North Carolina Entomological Society
- Член Society of Systematic Zoology
- Член Sigma Xi
- Член Sociedad Entomológica Agrícola del Perú
- Член Sociedade Entomológica do Brasil

## Основные труды
Д. Янгом проведено исследование мировой фауны цикадок (Cicadellidae), им открыто и описано впервые для науки 807 новых видов, 7 новых подвидов, 207 новых родов, 6 новых подродов и новая триба. В его монографии общим объёмом в 2,061 страниц «Taxonomic Study of the Cicadellinae (Homoptera: Cicadellidae)» (1968, 1977, 1986) ревизованы 292 рода цикадов со всех регионов мирова.
- Young, D. A., Jr. 1942. The Leafhoppers of Kentucky (Homoptera Cicadellidae). Unpublished M.S. Thesis, Cornell University, Ithaca, New York. [iii] + 493 pp. + 16 page index + 7 plates.
- Young, D. A., Jr. 1952. A reclassification of Western Hemisphere Typhlocybinae (Homoptera, Cicadellidae). University of Kansas Science Bulletin 35(1):3-217.
- Young, D. A., Jr. 1957. The leafhopper tribe Alebrini (Homoptera: Cicadellidae). Proceedings of the United States National Museum 107:127-277. [10 n.gen., 37 n.spp., 3 n.subspp., 1 n.name]
- Young, D. A. 1968: Taxonomic study of the Cicadellinae (Homoptera, Cicadellidae). Part 1. Proconiini. — Bulletin of the United States National Museum, 261: 1-287.
- Young, D. A. 1977: Taxonomic study of the Cicadellinae (Homoptera: Cicadellidae) Part 2. New World Cicadellini and genus Cicadella. — Bulletin of the North Carolina Agricultural Experiment Station, 239: VI + 1135 p. [91 n.gen., 395 n.sp.]
- Young, D. A. 1986: Taxonomic study of the Cicadellinae (Homoptera: Cicadellidae) Part 3. Old World Cicadellini. — Bulletin of the North Carolina Agricultural Experiment Station, 281:1-639. [63 n.gen., 263 n.sp.]